# 博水社
株式会社博水社（はくすいしゃ）は、東京都目黒区に本社を置く日本の飲料メーカーである。焼酎割り専用の炭酸飲料『ハイサワー』の製造・販売元。

## 沿革
- 1928年（昭和3年） 品川区で田中武雄により田中武雄商店として創業
- 1930年（昭和5年） 品川区大崎に移転、ラムネ・ジュース・サイダーの製造開始
- 1941年（昭和16年） 戦時中、大崎の大日本帝国陸軍部隊・酒保に軍の用命で、配給の米と砂糖で甘酒を供給
- 1952年（昭和27年） 株式会社博水社設立
- 1954年（昭和29年） 目黒区目黒本町に工場を移転
- 1960年（昭和35年） 三代目女社長となる田中秀子が生まれる
- 1975年（昭和50年） 焼酎の割材用の炭酸飲料の開発に着手
- 1980年（昭和55年） 「ハイサワー（レモン）」発売開始

## 主な販売商品
- ハイサワー
  - レモン
  - ホップ&レモン
  - グレープフルーツ
  - 青りんご
  - 梅
  - ライム
- ダイエットハイサワー
  - レモン
  - グレープフルーツ
- ハイサワーハイッピー
  - レモンビア
  - ビア
  - ZERO
- 炭酸水
- ハイサワー缶 レモンチューハイ（酒類）